# Michel Lelong
Michel Lelong (n. 25 februarie 1925, Angers, Franța – d. 10 aprilie 2020, Paris, Métropole du Grand Paris, Franța) a fost preot catolic francez, foarte popular pentru rolul său în dialogul interreligios dintre creștini și musulmani.

## Biografie
Michel Lelong s-a născut în data de 25 februarie 1925 într-o familie catolică franceză. Tatăl său a făcut parte din Rezistență, luptând împotriva naziștilor. Michel a avut chemarea preoțească în anul 1940, pe la vârsta de 15 ani, când a văzut un film despre călugărul Charles de Foucauld care, l-a inspirat. A hotărât să se înscrie la studiile de teologie catolică și a intrat în Societatea Misionarilor din Africa. În anul 1948 a fost hirotonit preot și a plecat în Tunisia. A trăit aproape 20 de ani la Cartagina și Tunis alături de Frații Albi, un grup misionar catolic din Maghreb. În anul 1975 și-a luat rolul de mediator între Biserica Catolică de limbă franceză și comunitatea musulmană. De atunci și până la moartea sa, în anul 2020, Michel Lelong a contribuit la dialogul interreligios dintre creștini și musulmani, fiind apreciat și distins cu Ordre national du Mérite și Legiunea de Onoare în rang de cavaler. De asemenea, Michel Lelong a contribuit și la dialogul cu Societatea Sf. Pius al X-lea.
În anul 1982, în contextul invadării Libanului de către Israel, Michel Lelong, alături de filosoful Roger Garaudy și de pastorul evanghelic Étienne Mathiot, a semnat o declarație de condamnare a armatei israeliene și a sionismului. A fost criticat pentru poziția sa în presa franceză, la fel și după anul 1996 când i-a luat apărarea prietenului său Roger Garaudy, alături de charismaticul Abbé Pierre, în procesul în care Garaudy a fost acuzat de negarea Holocaustului.
Michel Lelong a murit pe data de 10 aprilie 2020 la vârsta de 95 de ani la Spitalul Lariboisière din Paris ca urmare a unei infecții cu virusul COVID-19.